# Laurent Stocker
Laurent Stocker (Saint-Dizier, 27 de mayo de 1973) es un actor francés de teatro y cine y socio de la Comédie-Française.

## Biografía
Stocker se formó en el Atelier Gérard Philipe y en el Conservatoire national supérieur d'art dramatique entre 1993 y 1996, donde recibió clases de Madeleine Marion, Daniel Mesguich y Philippe Adrien . 
Ingresó en la Comédie-Française el 14 de junio de 2001, donde se convirtió en el miembro 511 el 1 de enero de 2004. 
Ha protagonizado, entre otras películas, Ensemble, c'este tout de Claude Berri, adaptación de la novela del mismo nombre de Anna Gavalda, un papel por el que fue nominado a César al Mejor actor reveleción el 22 de febrero del 2008. Protagonizó la película Le code a changé, de Danièle Thompson, con Dany Boon y Karin Viard, y también ha aparecido en Cyprien, con Elie Semoun y Catherine Deneuve . 
Es también Chevalier des Arts et Lettres.

## Filmografía

### Cine
- 2005: Saint-Jacques… La Mecque de Coline Serreau
- 2005: Aux abois de Philippe Collin
- 2007: Miss Oliver a filé à l'anglaise (projecte) de Claude Zidi
- 2007: Ensemble, c'est tout de Claude Berri
- 2009: Change of Plans de Danièle Thompson
- 2009: Cyprien de David Charhon
- 2009: Je ne dis pas non de Iliana Lolic
- 2011: The Art of Love de Emmanuel Mouret
- 2011: The Minister de Pierre Schoeller
- 2011: Nuit Blanche de Frédéric Jardin
- 2014: 1001 Grams
- 2014: Brèves de comptoir de Jean-Michel Ribes
- 2015: Chic! de Jérôme Cornuau
- 2015: Caprice de Emmanuel Mouret
- 2015: Love at First Child de Anne Giafferi
- 2016: Cézanne and I de Danièle Thompson
- 2017: Garde alternée de Alexandra Leclère
- 2018: The Summer House de Valeria Bruni Tedeschi
- 2020 : El triunfo de Emmanuel Courcol

### Televisión
- 2009: Un homme d'honneur de Laurent Heynemann
- 2009: Envoyez la fracture a la col·lecció Suite noire de Claire Devers
- 2010: Contes i nouvelles du XIXe siècle: L'Écornifleur de Jean-Charles Tacchella
- 2010: Fracture d’ Alain Tasma

## Teatro
- 1992: Un fil à la patte de Georges Feydeau, dirigida per Philippe Duclos
- 1996: La Cour des comédiens d' Antoine Vitez, dirigida per Georges Lavaudant, Festival d'Avignon
- 1996: Six fois deux, dirigida per Georges Lavaudant
- 1997: Histoires de France de Michel Deutsch i Georges Lavaudant, dirigida per Georges Lavaudant, Théâtre de l'Odéon
- 1997: Ulysse Matériaux, dirigida per Georges Lavaudant
- 1999: Santa Joan dels Talls de Bertolt Brecht, dirigida per Alain Milianti
- 1999: Victor ou les Enfants au pouvoir de Roger Vitrac, dirigida per Philippe Adrien
- 1999: Orphelines de Les Muses de Michel-Marc Bouchard, dirigida per Isabelle Ronayette
- 1999: Henry V de William Shakespeare, dirigida per Jean-Louis Benoit, Théâtre de l'Aquarium
- 2001: Le Balcon de Jean Genet, dirigida per Jean Boillt, Festival d'Avignon
- 2001: La Fille que j'aime escrita i dirigida per Guillaume Hasson
- 2001: Les Parfums du cheik escrita i dirigida per Fawzi Ben Saidi
- 2001: Cymbeline de William Shakespeare, dirigida per Mario González
- 2001: Henri VI de William Shakespeare, dirigida per Nadine Varoutsikos
- 2001: Lenz, Léonce et Léna, dirigida per Matthias Langhoff
- 2001: Henri VI de William Shakespeare, dirigida per Nadine Varoutsikos
- 2001: El malalt imaginari de Molière, dirigida per Claude Stratz
- 2001: Le Bourgeois gentilhomme de Molière, dirigida per Jean-Louis Benoit
- 2001: Ruy Blas de Victor Hugo, dirigida per Brigitte Jaques-Wajeman
- 2001: Le Dindon de Georges Feydeau, dirigida per Lukas Hemleb
- 2001: Faules de La Fontaine de Jean de La Fontaine, dirigida per Bob Wilson, Comédie-Française
- 2003: La Forêt d' Alexander Ostrovsky, dirigida per Pyotr Fomenko
- 2008: Trois Hommes dans un salon de François-René Christiani, dirigida per Anne Kessler, Studio-Théâtre de la Comédie-Française: Léo Ferré
- 2008: Juste la fin du monde de Jean-Luc Lagarce, dirigida per Michel Raskine, Antoine
- 2008: Le Mariage de Figaro de Beaumarchais, dirigida per Christophe Rauck: Figaro
- 2009: Les Précieuses ridicules de Les Précieuses de Molière, dirigida per Dan Jemmett, Théâtre du Vieux-Colombier: Jodelet i Du Croisy
- 2009: Quatre pièces de Georges Feydeau, dirigida per Gian Manuel Rau, Théâtre du Vieux-Colombier
- 2009: Amour et Piano: Édouard
- 2009: Fiancés en herbe: René
- 2009: Feu la mère de madame: Lucien
- 2010: Les tres germanes d' Anton Txékhov, dirigida per Alain Françon
- 2011: Les tres germanes d' Anton Txékhov, dirigida per Alain Françon

## Premios y nominaciones
- 2008 : Nominado por César al mejor actor secundario por Ensemble, c'este tout
- 2008 : César a la mejor esperanza masculina por Ensemble, c'este tout
- 2008 : Nominado por el Premio Molière al Mejor Actor secundario por Juste la fin lleva monde